# Hydroptila poirrieri
Hydroptila poirrieri är en nattsländeart som beskrevs av Ralph W. Holzenthal och Darcy B. Kelley 1983. Hydroptila poirrieri ingår i släktet Hydroptila och familjen smånattsländor. Inga underarter finns listade i Catalogue of Life.